# Lomita de Navarro
Lomita de Navarro är en ort i Mexiko.   Den ligger i kommunen Pénjamo och delstaten Guanajuato, i den centrala delen av landet, 290 km väster om huvudstaden Mexico City. Lomita de Navarro ligger 1 713 meter över havet och antalet invånare är 111.
Terrängen runt Lomita de Navarro är platt åt nordväst, men åt sydost är den kuperad. Runt Lomita de Navarro är det ganska tätbefolkat, med 83 invånare per kvadratkilometer. Närmaste större samhälle är Pénjamo, 12,2 km norr om Lomita de Navarro. I omgivningarna runt Lomita de Navarro växer huvudsakligen savannskog.